# Nílton Ferreira Junior
Nílton Ferreira Junior (sinh ngày 21 tháng 4 năm 1987) là một cầu thủ bóng đá người Brasil.

## Sự nghiệp câu lạc bộ
Nílton Ferreira Junior đã từng chơi cho Vissel Kobe.